# Robert for årets lange dokumentarfilm
Robertprisen for årets lange dokumentarfilm er en filmpris, der uddeles af Danmarks Film Akademi ved den årlige Robertfest.

## Prismodtagere

### 2000'erne
- 2003 – Family, Sami Saif & Phie Ambo
- 2004 – Angels of Brooklyn, Camilla Hjelm Knudsen & Martin Pieter Zandvliet
- 2005 – Med ret til at dræbe, Morten Henriksen & Peter Øvig Knudsen
- 2006 – The Swenkas, Jeppe Rønde
- 2007 – Ondskabens anatomi, Ove Nyholm
- 2008 – Slobodan Milosevic - Præsident under anklage, Michael Christoffersen og Mette Heide
- 2009 – Burma VJ, Anders Østergaard

### 2010'erne
- 2010 – Fra Haifa til Nørrebro
- 2011 – Armadillo
- 2012 – Ambassadøren
- 2013 – The Act of Killing af Joshua Oppenheimer
- 2014 – Drømmen om en familie
- 2015 – The Look of Silence
- 2016 – The Man Who Saved the World
- 2017 – Dem vi var af Sine Skibsholt
- 2018 – De sidste mænd i Aleppo af Feras Fayyad
- 2019 – Olegs krig - en barndom i krigens skygge af Simon Lereng Wilmont[1]

### 2020'erne
- 2020 – The Cave af Feras Fayyad
- 2021 – Muldvarpen - Undercover i Nordkorea af Mads Brügger
- 2022 – Flugt af Jonas Poher Rasmussen
- 2023 – Et hus af splinter af Simon Lereng Wilmont
- 2024 – Apolonia, Apolonia af Lea Glob